# NGC 6232
NGC 6232 est une galaxie spirale barrée située dans la constellation du Dragon. Sa vitesse par rapport au fond diffus cosmologique est de 4 414 ± 7 km/s, ce qui correspond à une distance de Hubble de 65,1 ± 4,6 Mpc (∼212 millions d'al). NGC 6232 a été découverte par l'astronome américain Lewis Swift en 1884.
La classe de luminosité de NGC 6232 est I et elle présente une large raie HI.
À ce jour, deux mesures non basées sur le décalage vers le rouge (redshift) donnent une distance de 17,850 ± 0,212 Mpc (∼58,2 millions d'al), ce qui est très loin à l'extérieur des valeurs de la distance de Hubble.